# 5 dagar i augusti
För den amerikanska filmen, se 5 Days of August
5 dagar i augusti är ett musikalbum från 2010 av Stefan Sundström. Det spelades in i Christer Romin och Ulrica Frecceros studio i Löderup i Skåne under de fem dagarna 16-20 augusti 2009. Skivan är utgiven av National och producerad av Sebastian Aronsson och Stefan Sundström och slutmixades och kompletterades i Studio Cobra i mars 2010. När den föregående skivan, Ingenting har hänt kom ut meddelade Stefan Sundström att den lite sorgsnare skivan skulle kompletteras med en glad skiva. 5 dagar i augusti är den glada skivan. I pressreleasen utropar Stefan Sundström sig och de medverkande till vispopens kungar.

## Låtlista
| Nr   | Titel                         | Längd |  |
| ---- | ----------------------------- | ----- |  |
| 1 .  | Kasta dig mot klipporna       | 5:46  |  |
| 2 .  | Boy Boy ville sjöman bli      | 4:58  |  |
| 3 .  | Hallå hallå (De e som de e)   | 4:21  |  |
| 4 .  | Korinterbrevet                | 4:28  |  |
| 5 .  | Palme var en fräck filur      | 2:28  |  |
| 6 .  | Axel Sundströms ballad (1918) | 4:18  |  |
| 7 .  | Vem är terrorist              | 4:38  |  |
| 8 .  | Kamera smashing time          | 3:39  |  |
| 9 .  | Ge det till mej               | 4:43  |  |
| 10 . | Nere i Sabinas dusch          | 2:13  |  |
| 11 . | Sabinas egen sång             | 4:10  |  |
| 12 . | Rum 23                        | 7:54  |  |
| 13 . | Outro                         | 1:05  |  |

All text och musik av Stefan Sundström, utom Kasta dig mot klipporna  (text och musik: Gunnar Andersson från Västerbrokören, Korinterbrevet (musik: Stefan Sundström, Per Andersson, Marcus Källström, Jonas Lönngren och Peter Holmstedt samt Ge det till mig (musik: Karin Renberg).

## Medverkande musiker
- Stefan Sundström - sång, gitarr
- Ola Nyström - gitarrer, kör
- Robert Dahlqvist - gitarrer, kör
- Nicklas Andersson - piano, kör, percussion
- Stefan Björk - bas, kör
- Christer Romin - kör, percussion, trummor, buggade ljud
- Sebastian Aronsson - kör, percussion, gitarr, klockspel
- Lars "Sumpen" Sundbom - trumpet, predikan (Korinterbrevet)
- Stefan "Guran" Lilja - barytonsaxofon
- Matte "Magic" Gunnarsson - barytonsaxofon
- Emma Essinger - sopransaxofon
- Amanda Roman - kör
- Ulrica Freccero - kör
- Karin Renberg - kör
- Vanja Renberg - kör
- Bengan Janson - dragspel
- Martin Ehrencrona - hjärtslag
- Martin Frontman Andersson - handklapp
- Antti Reini - finsk röst från 1918
- Christian Gabel - trummor
- Ola Hellqvist - gitarr